# Auguste Béhal
Auguste Béhal (* 29. März 1859 in Lens; † 1. Februar 1941 in Mennecy) war ein französischer Organischer Chemiker und Pharmakologe.

## Leben
Béhal machte eine Apothekerlehre in Saint-Omer, Lille und Paris und studierte ab 1878 an der École supérieure de pharmacie in Paris, wo er Schüler von Émile Jungfleisch war. Dort gewann er den Wettbewerb um die Ausbildungsplätze an den Pariser Hospitälern und befreundete sich am Hôpital de la Pitié mit Victor Grignard und gewann mehrere Medaillen der Pariser Hospitäler. Gleichzeitig hörte er noch organische Chemie an der Sorbonne bei Charles Adolphe Wurtz, einem Anhänger der Atomlehre, der dann auch Béhal später in seiner Lehre der organischen Chemie folgte. Béhal wandte sich nun von der Pharmazie mehr der Chemie zu. 1883 ging er ins Labor von Charles Friedel, erwarb im selben Jahr sein Bakkalaureat und 1884 sein Lizenziat. 1886 erhielt er sein Pharmazie Diplom. 1888 wurde er promoviert (Doctorat en sciences) und ein Jahr darauf erhielt er die Agrégation. Er lehrte an der École supérieure de pharmacie, wo sein Kurs in organischer Chemie, der auch für andere Studenten zugänglich war und auf Basis der Atomlehre gegeben wurde, begeisterte Anhänger fand, aber unter seinen Kollegen umstritten war. Er hielt den Kurs offiziell 1890 bis 1894, setzte ihn aber auch danach fort. 1898 wurde seine Anstellung wegen seiner Haltung in der Dreyfuß-Affäre nicht verlängert. Auf Vermittlung von Friedel wurde er Maître de conférences für organische Chemie an der Sorbonne. Nach dem Tod von Friedel 1899 wurde aber nicht er, sondern Albin Haller (1849–1925) Professor für organische Chemie an der Sorbonne.
1901 wurde Béhal Professor für Toxikologie an der École supérieure de pharmacie und 1908 als Nachfolger von Jungfleisch Professor für organische Chemie. 1934 ging er in den Ruhestand und erhielt eine Ehrenprofessur. Gleichzeitig hatte er im Lauf seiner Karriere verschiedene Chef-Positionen als Pharmakologe an Pariser Krankenhäusern.
1881 und 1900 erhielt er den Prix Jecker der Académie des Sciences, deren Mitglied er seit 1921 war und deren Präsident er 1939 war. 1933 erhielt er die Goldmedaille der Société de chimie industrielle. 1919 wurde er Kommandeur und 1929 Großoffizier der Ehrenlegion. 1908 wurde er Vizepräsident und 1911 Präsident der französischen chemischen Gesellschaft, deren Ehrenpräsident er ab 1931 war. 1905 war er Präsident der Société de pharmacie de Paris. Seit 1907 war er Mitglied der Académie de Médecine, 1921 deren Vizepräsident und 1922 deren Präsident. 1937 wurde er Ehrenpräsident der Société de chimie industrielle.
Béhal und Marcel Sommelet (1877–1952) berichteten im Jahre 1904 zum ersten Mal von der Béhal-Sommelet-Umlagerung.

## Schriften
- Traité de chimie organique d'après les théories modernes, 1896, 1897, 3. Auflage mit Amand Valeur 1908–1911.